# Amber Valley
Amber Valley es un distrito no metropolitano con el estatus de municipio, ubicado en el condado de Derbyshire (Inglaterra). Tiene una superficie de 265,39 km². Según el censo de 2001, Amber Valley estaba habitado por 116 471 personas y su densidad de población era de 438,867 hab/km².

## Ciudades y poblaciones

### Ciudades

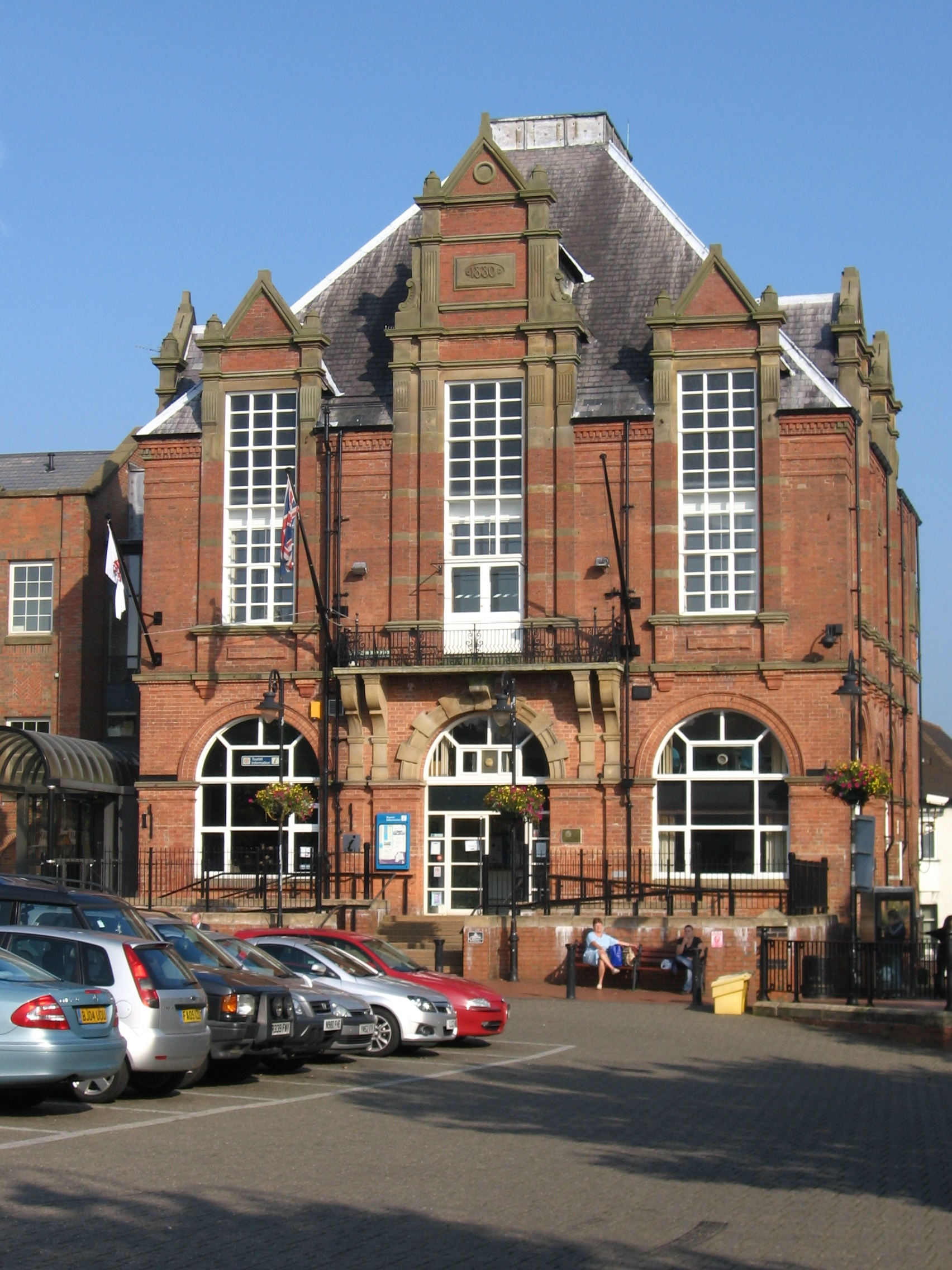
Town Hall de Ripley

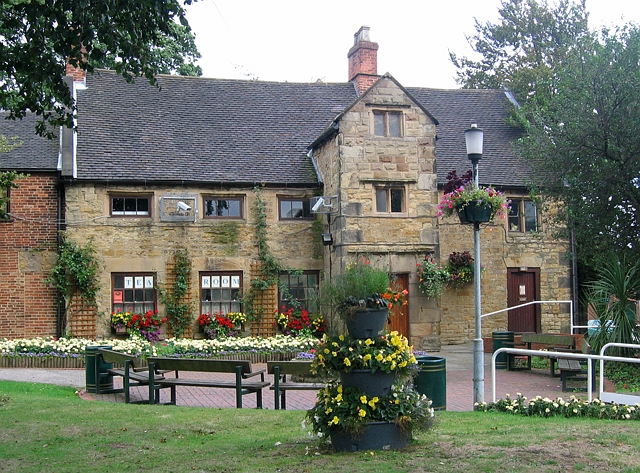
Alfreton House, en Alfreton. Oficinas de la mancomunidad.

- Alfreton
- Belper
- Heanor
- Ripley

### Pequeñas poblaciones
- Ambergate
- Codnor
- Crich
- Denby
- Duffield
- Heage
- Holbrook
- Horsley
- Kedleston
- Kilburn
- Lea & Holloway
- Mackworth
- Milford
- Quarndon
- Somercotes
- Swanwick
- Whatstandwell